# Terralba
Terralba (en sard Terrarba) és un municipi italià, situat a la regió de Sardenya i a la província d'Oristany. Forma part de la regió de Campidano di Oristano. L'any 2008 tenia 10.366 habitants. Limita amb els municipis d'Arborea, Arbus (VS), Guspini (VS), Marrubiu, Mogoro, Morgongiori, San Nicolò d'Arcidano i Uras.

## Administració
| Període | Identitat        | Partit      |
| ------- | ---------------- | ----------- |
| 2005-   | Gian Pietro Pili | Centredreta |